# Cantone di Doulaincourt-Saucourt
Il Cantone di Doulaincourt-Saucourt era una divisione amministrativa dell'Arrondissement di Saint-Dizier.
A seguito della riforma approvata con decreto del 17 febbraio 2014, che ha avuto attuazione dopo le elezioni dipartimentali del 2015, è stato soppresso.

## Composizione
Comprendeva 12 comuni:
- Roches-Bettaincourt
- Cerisières
- Domremy-Landéville
- Donjeux
- Doulaincourt-Saucourt
- Gudmont-Villiers
- Mussey-sur-Marne
- Pautaines-Augeville
- Rouécourt
- Rouvroy-sur-Marne
- Saint-Urbain-Maconcourt
- Vaux-sur-Saint-Urbain